# برونو كوريا
برونو كوريا (بالبرتغالية: Bruno César Correa‏) (22 مارس 1986 في أمريكانا في البرازيل – )؛ هو لاعب كرة قدم سابق كان يلعب كمهاجم.

## وصلات خارجية
- برونو كوريا على موقع رابطة كرة القدم اليابانية للمحترفين (اليابانية)
- برونو كوريا على موقع دوري كوريا الجنوبية (الإنجليزية)
- برونو كوريا على موقع قاعدة بيانات كرة القدم.إي يو (الإنجليزية)
- برونو كوريا على موقع Soccerway.com (الإنجليزية)
- برونو كوريا على موقع عالم كرة القدم.نت (الإنجليزية)